# 鉄製有蓋車

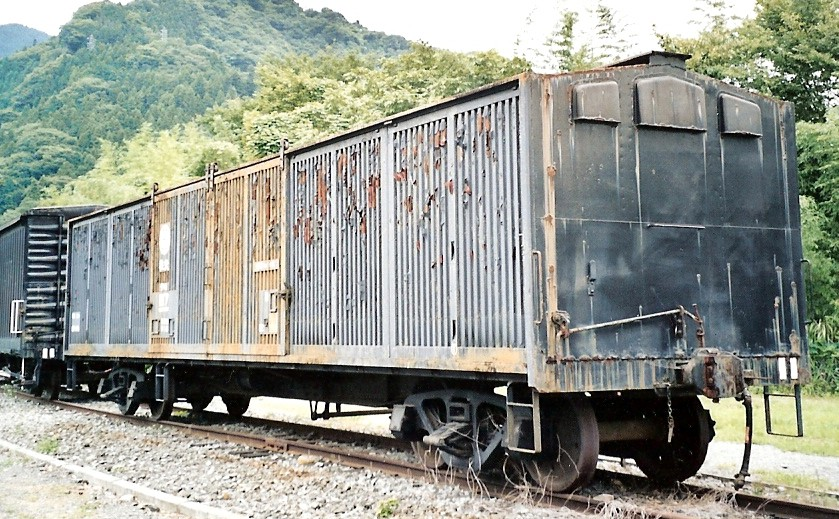
鉄製有蓋車の一例。秩父鉄道テキ117

鉄製有蓋車（てつせいゆうがいしゃ）とは、有蓋貨車の一種であり、車体（内張り・屋根を含む）が鉄製の有蓋車である。日本国有鉄道における車両記号は「テ」。

## 解説
（鉄製有蓋車ではない通常の）有蓋車（例：ワム20000形）は車体が鉄製であるが、内張りに断熱目的で木材が使われている。また、鉄側有蓋車（例：スム1形）は車体側面は鉄製であるが、屋根は鉄製ではない。これらに対し、鉄製有蓋車は側面内部も屋根も鉄製である。
元々は油（灯油）の缶を積むための油輸送車として使われ始めたのが最初であった。初期は通常有蓋車と逆に木造有蓋車の内壁を鉄板張りとしたものも存在し、これは「鉄張有蓋車」と称した。その後、油の輸送がタンク車に移行する一方、大正期になると生石灰の生産が盛んになって全鋼製かつ水密を重視した鉄製有蓋車が作られるようになった。これは、生石灰が水分を含むと高熱を出し、内張に木材が接していると発火の危険性があるからで、雨に濡れないように有蓋構造とし、さらに車体全体を鉄製とすることで可燃物を排し、万一発熱した際の被害を抑えることができるようになっている。
日本では、現在上信電鉄に1両（テム6）が車籍を有するのみだが、営業用としては使われておらず、イベント等で使用されている。そのほか上信線沿線には車籍を有しない車両が上信線高崎駅の車両基地に1両（テム1）、上州福島駅に2両（テム2、3）、下仁田駅に3両（テム8、9、10）が留置されている。なお、上州福島駅に留置されている2両に車番の表記はない。

## 主な形式

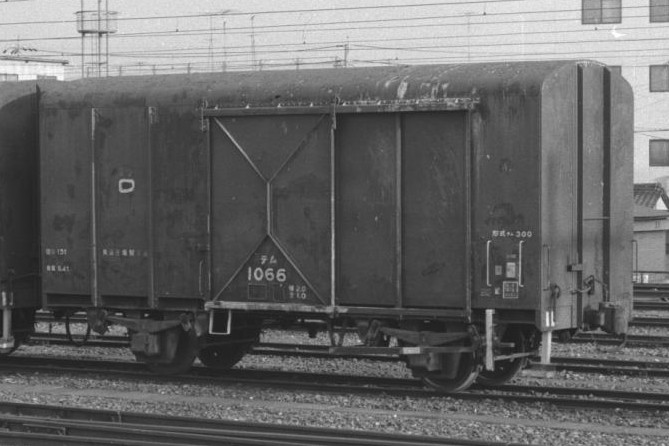
テム300形テム1066

日本国有鉄道
- テ1000形・テ1200形
- テム100形・テム300形
- テラ1形
- テキ1形（2代）（私有貨車）
- テキ200形（私有貨車）

上信電鉄
- テム1形

秩父鉄道
- テム500形・テム600形
- テキ100形

西武鉄道
- テキ401形